# مارك تاكر (رجل أعمال)
مارك تاكر (بالإنجليزية: Mark Tucker)‏ هو شخصية أعمال وكبير الإداريين التنفيذيين بريطاني، ولد في 29 ديسمبر 1957 في إنجلترا في المملكة المتحدة.